# Una hija es una hija
Una hija es una hija (en inglés: A Daughter's a Daughter) es una novela romántica de la escritora británica Agatha Christie publicada originalmente por Heinemann en Reino Unido en 1952. Esta obra, una de las seis escritas bajo el seudónimo Mary Westmacott, relata la historia de Sarah y su oposición a los planes de su madre, Ann Prentice, de volverse a casar, y la forma en que la relación entre las dos se corrompe por resentimiento y envidia.
Originalmente, Christie la escribió como obra de teatro en la década de 1930. Cuatro años después de su publicación, el impresario Peter Saunders, productor de La ratonera, la presentó en el Theatre Royal en Bath y se mantuvo durante solamente una semana. Según Laura Thompson, la autora tuvo una «libertad absoluta para escribir estos libros [bajo el seudónimo de Westmacott]». Por tanto, pudo explorar las ideas que le interesaban, incluso los «descansos de su pasado». No obstante, para Alonso-Cortés la característica común de esos libros fue el «escaso eco que hallaron siempre en el público lector, más interesado por las novela-jeroglífico y los sórdidos crímenes que por la expresión de sentimientos pacíficos».
Luego de su muerte, los derechos de autor pasaron a su hija, Rosalind Hicks, poco entusiasta de la obra y que creía el personaje principal estaba inspirado en ella. Después del fallecimiento de Hicks en 2004, se presentó en el West End de Londres, a partir del 14 de diciembre de 2009, una nueva producción, protagonizada por Jenny Seagrove y Honeysuckle Weeks. El productor, Bill Kenwright, la describió como una obra «brutal e increíblemente honesta» y «lo suficientemente buena como para sostenerse sin la marca Christie».